# جرس الدراجة الهوائية

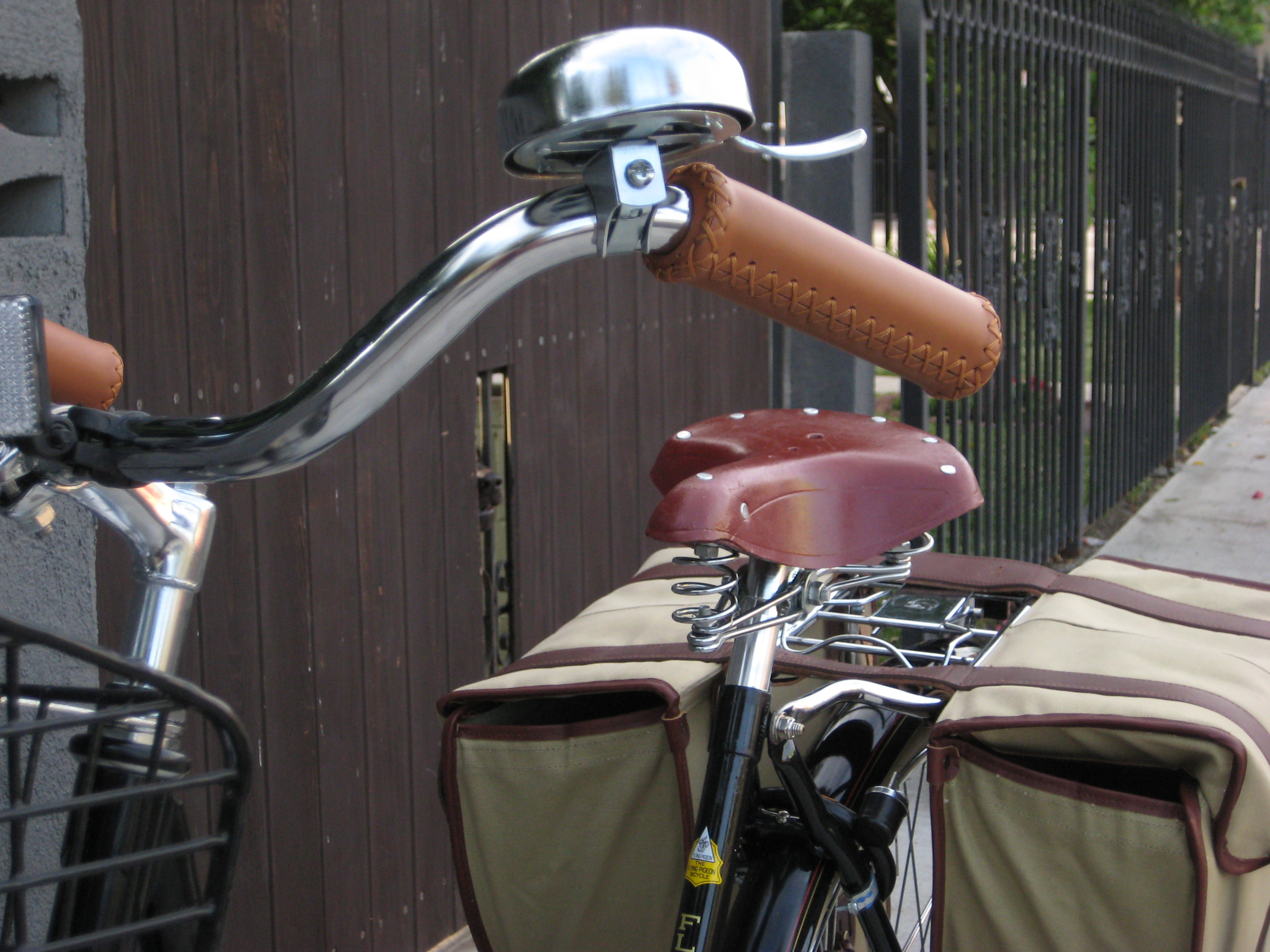
جرس مركب على مقود دراجة هوائية

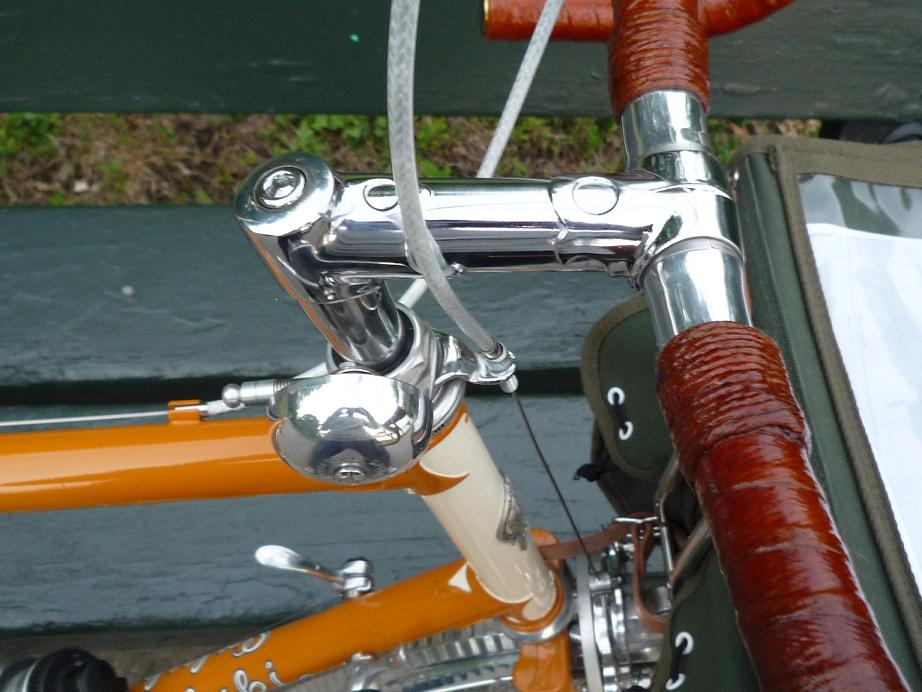
جرس مركب على جذع الدراجة الهوائية

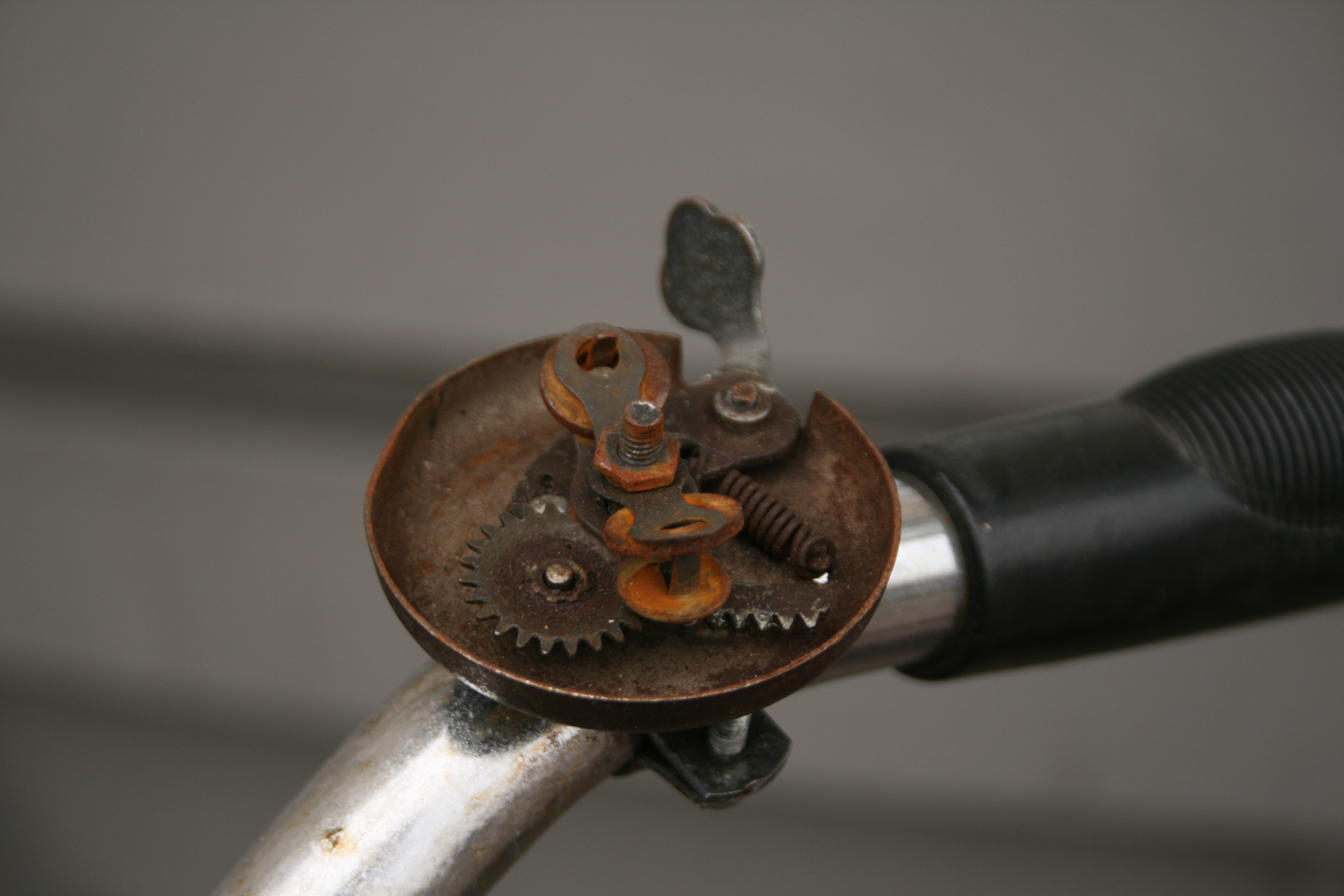
رؤية داخلية للجرس

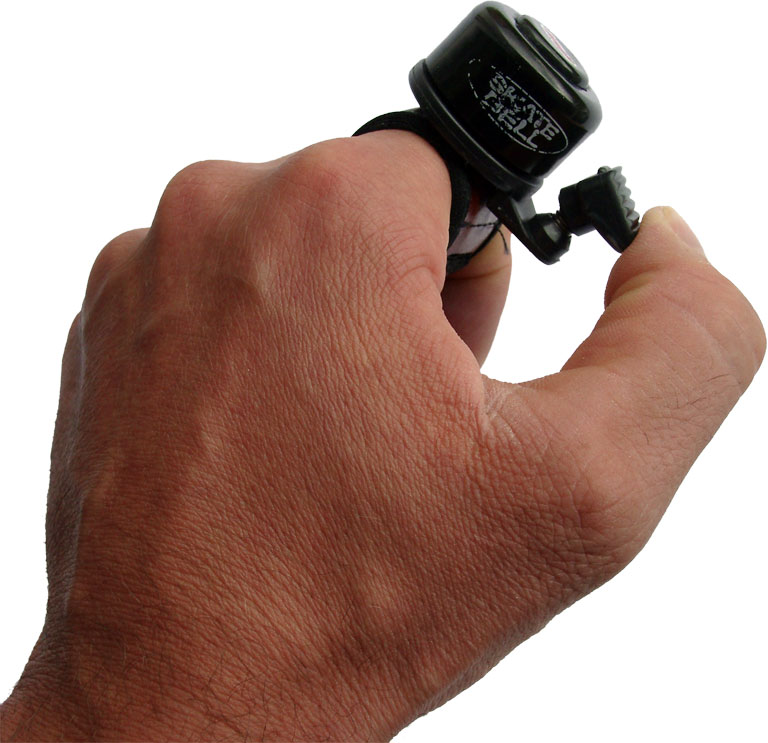
جرس خارجي للدراجة الهوائية

جرس الدراجة الهوائية هو جرس يتم تركيبه على الدراجة الهوائية للتحذير عند وقوع خطر ما.

## وصلات خارجية
- صور ووصف لآلية داخلية